# John Lang (écrivain)
Pour les articles homonymes, voir John Lang et Lang.
 (juin 2014).
Si vous disposez d'ouvrages ou d'articles de référence ou si vous connaissez des sites web de qualité traitant du thème abordé ici, merci de compléter l'article en donnant les références utiles à sa vérifiabilité et en les liant à la section « Notes et références ».
John Lang, né le 19 décembre 1816 à Parramatta (Sydney, Australie) et mort en août 1864 à Mussoorie, en Inde, est un avocat et romancier australien.

## Biographie
John Lang est le deuxième fils de Walter Lang, un marchand ambulant et de Elizabeth Harris. Il a fait ses études dans le collège de Sydney sous William Timothy Cap, puis il est allé à l'Université de Cambridge en mars 1837 et après la qualification en tant qu'avocat, retourna en Australie.

## Carrière
En 1842, lors d'une réunion publique, il appuie une motion présentée par William Wentworth. Quelques mois plus tard, il part en Inde et a du succès comme avocat, prenant des clients prestigieux tels que la reine de Jhansi dans ses combats contre la Compagnie britannique des Indes orientales.
Il devient journaliste en 1845 et fonde un journal, le Mofussilite, à Meerut.
Il a également écrit des romans qui paraissent en série dans le Mofussilite et dans le magazine Fraser. Il commence à publier en volume en 1853.
Il meurt dans la station de montagne de Mussoorie, en Inde.